# 1975 Голяма награда на Аржентина
1975 Голяма награда на Аржентина е 11-о за Голямата награда на Аржентина и първи кръг от сезон 1975 във Формула 1, провежда се на 12 януари 1975 година на пистата Оскар Галвес в Буенос Айрес, Аржентина.

## Репортаж
Повечето отбори в колоната решиха да участват с миналогодишните си машини, макар при някои да има промяна в пилотския състав. В Макларън, световния шампион Емерсон Фитипалди си има за нов съотборник, германеца Йохен Мас. Тирел са без промяна в пилотския състав, използвайки миналогодишния 007 за Джоди Шектър и Патрик Депайе, като същата ситуация е при Лотус, чийто 72E са на разположение за Рони Петерсон и Джаки Икс. Дуото Карлос Ройтеман и Карлос Паче започват сезона за Брабам с модифицирани версии на BT44B, вече спонсорирани от Мартини, докато Марч са със спонсорирания от Бета Тулс болид 741 на Виторио Брамбила. Ферари все още тестват новия 312T, заради което пуснаха отново в употреба миналогодишния 312B3 за Клей Регацони и Ники Лауда.
БРМ, които са с нов собственик и с нова разцветка, са с единствен P201 за Майк Уайлдс, който има със себе си пари от приятели-синдикати. Шадоу пуснаха в употреба новия DN5, за лидера Жан-Пиер Жарие, докато Том Прайс е с миналогодишния DN3, макар да се носят слухове уелсеца да замести Петерсон в Лотус, а шведа да заеме мястото му в Шадоу. Съртис са с Джон Уотсън, докато Уилямс са с Артуро Мерцарио и Жак Лафит (официално преименувани, след като изтече договора с Исо). Греъм Хил и Ролф Щомелен са все още с колите Лола, като болида задвижван с двигател Алфа Ромео е в боксовете за тестове. Хескет дойдоха в Буенос Айрес с два 308B за Джеймс Хънт, докато американските отбори Парнели и Пенске са със своите пилоти Марио Андрети и Марк Донъхю. Уилсън Фитипалди прави своето завръщане във Формула 1 със своя Фитипалди Аутомотив и новия FD01 задвижван с Косуърт.

### Квалификация
Голямата изненада в квалификациите е пол-позицията на Жарие. Французинът изпревари местния герой, Карлос Ройтеман след като аржентинеца водеше класирането преди това, след което Паче го изпревари за втора позиция. Лауда е следващия на четвърта позиция, пред Е. Фитипалди, Хънт, Регацони и Депайе. У. Фитипалди остана на шест секунди от пола, поради проблеми по шасито, но с 23-ма пилоти записани за участие на всички им е гарантирано място.

### Състезание
Денят на Жарие е провален още преди старта, след като новия Шадоу счупи част от трансмисията, излизайки от трасето за загрявачната обиколка. С французина аут от надпреварата, ефективно Паче стартира състезанието на пол-позиция, преди Ройтеман да го изпревари към първия завой. В задната част на колоната Мас и Шектър се удариха, докато Уотсън намали драстично скоростта си, след като горивната линия е откачена, а Уайлдс не успя да потегли заради проблеми с горивната пара.
Брабам-ите на Ройтеман и Паче контролират състезанието със спокойно темпо, докато Лауда се опитва да се доближи до тях. На разлика от три-четири секунди от австриеца се намира Хънт, Е. Фитипалди и бързо-стартиралия Петерсон. У. Фитипалди остана сам, изоставайки от следващата група водена от Регацони, докато Шектър и Мас спряха в боксовете за поправяне на техните болиди. Уайлдс загуби половин обиколка, докато механиците на Съртис успяха да стартират болида на Уотсън, преди северно-ирландеца да бъде безцеремонно дисквалифициран шест обиколки по-късно.
Скоро Лауда загуби контакт с Брабам-ите, след което е под полезрението на Хънт, като в осмата обиколка англичанина мина пред Ферари-то. Уилсън записа първото отпадане за деня, след като загуби контрол върху машината си в 13-а обиколка и се удари в бариерата, излизайки преди болида да се запали. Паче успя да си върне позицията си обиколка по-късно от Ройтеман, който страдаше от недозавиване по болида си. Аржентинецът моментално си върна позицията си, след като Паче загуби контрол по болида си, преминавайки покрай частите на Коперсукар-а на сънародника си. Това даде шанс на Хънт, а после и Емерсон, който успя да мине пред Лауда и Депайе да изпреварят Паче, докато Петерсон изчезна от класирането, поради повреда в двигателя.
Хънт и Емерсон започнаха да притискат Ройтеман, докато Лауда е изпреварен и от Регацони и от Депайе. Андрети се движи на седма позиция пред Брамбила, Икс, Донъхю и Мерцарио, докато Лафит напусна със счупена скоростна кутия. Шектър се движеше с бързо темпо, но трябваше да спре два пъти за гуми поради наклоненото задно окачване от инцидента си с Мас, докато Паче успя да си върне темпото, но вече много назад.
Емерсон е разконцентриран от гледката на горящия болид на неговия брат, преди тима му да сигнализира че Уилсън е добре. В 25-а обиколка Хънт излезе начело, след като успя да изпревари Ройтеман, последван от Е. Фитипалди малко по-късно. Малко по-назад Уайлдс спря БРМ-а си от последна позиция, след като пречиствателната помпа му отказа и разля завоя с масло, докато доброто каране на Андрети завърши карданнията на неговия Парнели се счупи.
Фитипалди започна усилено на притиска Хънт, който успява да отговори на предизвикателството на бразилеца, като дори Мас който е затворен с обиколка не успя да помогне много на съотборника си. Три обиколки по-късно обаче Хънт се завъртя на фибата, като вероятна причина е разлятото масло от БРМ-а на Уайлдс, което даде шанс на Емерсон да поеме водачеството. Докато това се случваше Паче успя да изпревари Ферари-тата и в опита си да изпревари Ройтеман, Брабам-а на бразилеца получи повреда в двигателя. Проблемите по управлението на Ферари-то, карано от Лауда е причината Депайе да го задмине.
Така Емерсон отвори сезона със защита на титлата си чрез победа, докато Хънт е доволен от втората позиция, а дори и без завъртането Фитипалди също щеше да го изпревари. Ройтеман остана разочарован с третата си позиция, пред Регацони, Депайе и Лауда. Донъхю поведе останалите със седмо място, чрез доброто си представяне за Пенске, следван от Икс, Брамбила, Хил, Шектър, Прайс (който имаше проблеми със спирачките, преди трансмисията да му откаже накрая, но все пак е класиран 12-и), Щомелен и Мас. Мерцарио не е класиран, след като престоя в бокса дълго време.

## Класиране

### Състезание
| Поз | No | Пилот             | Конструктор    | Обиколки | Време/Отпадане  | Място | Точки |
| --- | -- | ----------------- | -------------- | -------- | --------------- | ----- | ----- |
| 1   | 1  | Емерсон Фитипалди | Макларън-Форд  | 53       | 1:39:26.29      | 5     | 9     |
| 2   | 24 | Джеймс Хънт       | хескет-Форд    | 53       | + 5.91          | 6     | 6     |
| 3   | 7  | Карлос Ройтеман   | Брабам-Форд    | 53       | + 17.06         | 3     | 4     |
| 4   | 11 | Клей Регацони     | Ферари         | 53       | + 35.79         | 7     | 3     |
| 5   | 4  | Патрик Депайе     | Тирел-Форд     | 53       | + 54.25         | 8     | 2     |
| 6   | 12 | Ники Лауда        | Ферари         | 53       | + 1:19.65       | 4     | 1     |
| 7   | 28 | Марк Донъхю       | Пенске-Форд    | 52       | + 1 Об.         | 16    |       |
| 8   | 6  | Джеки Икс         | Лотус-Форд     | 52       | + 1 Об.         | 18    |       |
| 9   | 9  | Виторио Брамбила  | Марч-Форд      | 52       | + 1 Об.         | 12    |       |
| 10  | 22 | Греъм Хил         | Лола-Форд      | 52       | + 1 Об.         | 21    |       |
| 11  | 3  | Джоди Шектър      | Тирел-Форд     | 52       | + 1 Об.         | 9     |       |
| 12  | 16 | Том Прайс         | Шадоу-Форд     | 51       | Трансмисия      | 14    |       |
| 13  | 23 | Ролф Щомелен      | Лола-Форд      | 51       | + 2 Об.         | 19    |       |
| 14  | 2  | Йохен Мас         | Макларън-Форд  | 50       | + 3 Об.         | 13    |       |
| Отп | 8  | Карлос Паче       | Брабам-Форд    | 46       | Двигател        | 2     |       |
| НКл | 20 | Артуро Мерцарио   | Уилямс-Форд    | 44       | Не е класиран   | 20    |       |
| Отп | 27 | Марио Андрети     | Парнели-Форд   | 27       | Трансмисия      | 10    |       |
| Отп | 14 | Майк Уайлдс       | БРМ            | 24       | Двигател        | 22    |       |
| Отп | 5  | Рони Петерсон     | Лотус-Форд     | 15       | Двигател        | 11    |       |
| Отп | 21 | Жак Лафит         | Уилямс-Форд    | 15       | Ск.кутия        | 17    |       |
| Отп | 30 | Уилсън Фитипалди  | Фитипалди-Форд | 12       | Инцидент        | 23    |       |
| ДКФ | 18 | Джон Уотсън       | Съртис-Форд    | 6        | Дисквалифициран | 15    |       |
| НСт | 17 | Жан-Пиер Жарие    | Шадоу-Форд     | 0        | Трансмисия      | 1     |       |

## Класиране след състезанието
| Поз | Пилот             | Точки |
| --- | ----------------- | ----- |
| 1   | Емерсон Фитипалди | 9     |
| 2   | Джеймс Хънт       | 6     |
| 3   | Карлос Ройтеман   | 4     |
| 4   | Клей Регацони     | 3     |
| 5   | Патрик Депайе     | 2     |
| 6   | Ники Лауда        | 1     |

| Поз | Конструктор   | Точки |
| --- | ------------- | ----- |
| 1   | Макларън-Форд | 9     |
| 2   | Хескет-Форд   | 6     |
| 3   | Брабам-Форд   | 4     |
| 4   | Ферари        | 4     |
| 5   | Тирел-Форд    | 2     |